# Цвітополь
Цвітопо́ль (рос. Цветополь) — село у складі Бурлинського району Алтайського краю, Росія. Входить до складу Михайловської сільської ради.

## Населення
Населення — 222 особи (2010; 318 у 2002).
Національний склад (станом на 2002 рік):
- росіяни — 63 %